# Redea
Redea è un comune della Romania di 2 970 abitanti, ubicato nel distretto di Olt, nella regione storica dell'Oltenia. 
Il comune è formato dall'unione di 3 villaggi: Redea, Redișoara, Valea Soarelui.